# The Radar Station
The Radar Station is een Belgische indierock band bestaande uit Brent Buckler, Sander Cliquet, Robbe Broeckx en Toon Rumen. In 2020 wonnen ze De Nieuwe Lichting, een talentenwedstrijd van Studio Brussel. 
Na hun overwinning ontvingen ze airplay in België op Studio Brussel, Radio 1, Radio 2, Radio Willy en in Nederland op Radio NPO 5 met hun singles Subtle Science, The Giant en After the Tornado. De band haalde het radioprogramma De Afrekening met twee singles.
Nadat de festivalzomer van 2020 geannuleerd werd vanwege de coronapandemie, slaagden ze erin hun debuutplaat af te maken. Life Inside a Tornado verscheen op 4 september 2020. Ondanks de vele annuleringen, speelde de band toch een handvol concerten in de zomer van 2020, zowel in België als Nederland.